# Лактатдегідрогеназа A
Лактатдегідрогеназа A (англ. Lactate dehydrogenase A) — білок, який кодується геном LDHA, розташованим у людей на короткому плечі 11-ї хромосоми. Довжина поліпептидного ланцюга білка становить 332 амінокислот, а молекулярна маса — 36 689.
| 10         |  | 20         |  | 30         |  | 40         |  | 50         |
| ---------- |  | ---------- |  | ---------- |  | ---------- |  | ---------- |
| MATLKDQLIY |  | NLLKEEQTPQ |  | NKITVVGVGA |  | VGMACAISIL |  | MKDLADELAL |
| VDVIEDKLKG |  | EMMDLQHGSL |  | FLRTPKIVSG |  | KDYNVTANSK |  | LVIITAGARQ |
| QEGESRLNLV |  | QRNVNIFKFI |  | IPNVVKYSPN |  | CKLLIVSNPV |  | DILTYVAWKI |
| SGFPKNRVIG |  | SGCNLDSARF |  | RYLMGERLGV |  | HPLSCHGWVL |  | GEHGDSSVPV |
| WSGMNVAGVS |  | LKTLHPDLGT |  | DKDKEQWKEV |  | HKQVVESAYE |  | VIKLKGYTSW |
| AIGLSVADLA |  | ESIMKNLRRV |  | HPVSTMIKGL |  | YGIKDDVFLS |  | VPCILGQNGI |
| SDLVKVTLTS |  | EEEARLKKSA |  | DTLWGIQKEL |  | QF         |  |            |

A: Аланін

C: Цистеїн

D: Аспарагінова кислота

E: Глутамінова кислота

F: Фенілаланін

G: Гліцин

H: Гістидин

I: Ізолейцин

K: Лізин

L: Лейцин

M: Метіонін

N: Аспарагін

P: Пролін

Q: Глутамін

R: Аргінін

S: Серин

T: Треонін

V: Валін

W: Триптофан

Цей білок за функцією належить до оксидоредуктаз. 
Білок має сайт для зв'язування з НАД. 
Локалізований у цитоплазмі.